# Confidential Mission
Confidential Mission är ett ljuspistol-spel utvecklat av Segas Hitmaker som släpptes till arkadmaskin år 2000 och till Dreamcast 2001.